# Tricostularia
Tricostularia es un género de plantas herbáceas de la familia de las ciperáceas.  Comprende 9 especies descritas y de estas, solo 5 aceptadas.

## Taxonomía
El género fue descrito por Nees ex Lehm. y publicado en Novarum et Minus Cognitarum Stirpium Pugillus 8: 50. 1844. La especie tipo es: Tricostularia compressa Nees in J.G.C.Lehmann

## Especies aceptadas
A continuación se brinda un listado de las especies del género Tricostularia aceptadas hasta febrero de 2014, ordenadas alfabéticamente. Para cada una se indica el nombre binomial seguido del autor, abreviado según las convenciones y usos.
- Tricostularia compressa Nees in J.G.C.Lehmann
- Tricostularia guillauminii (Kük.) J.Raynal
- Tricostularia neesii Nees in J.G.C.Lehmann
- Tricostularia pauciflora (R.Br.) Benth.
- Tricostularia undulata (Thwaites) J.Kern